# Nasalis larvatus
Nasique, Long-nez, Singe à trompe
Pour les articles homonymes, voir Nasique et Long-nez (homonymie).
Ne doit pas être confondu avec Nasique des îles Pagai.
Genre
Espèce
Statut de conservation UICN

 EN A2acd+4acd : En danger
Statut CITES
Le Nasique (Nasalis larvatus) est un singe arboricole de la famille des cercopithecidés endémique de l'île de Bornéo. Il est l'unique représentant du genre Nasalis depuis que le Nasique des îles Pagai (Simias concolor) a été classé dans un genre à part. Il est classé en danger par l'UICN.

## Étymologie et dénominations
Il est également appelé Long nez ou Singe à trompe. Longtemps considéré comme semnopithèque, le nasique est parfois encore appelé Semnopithèque nasique.

## Description

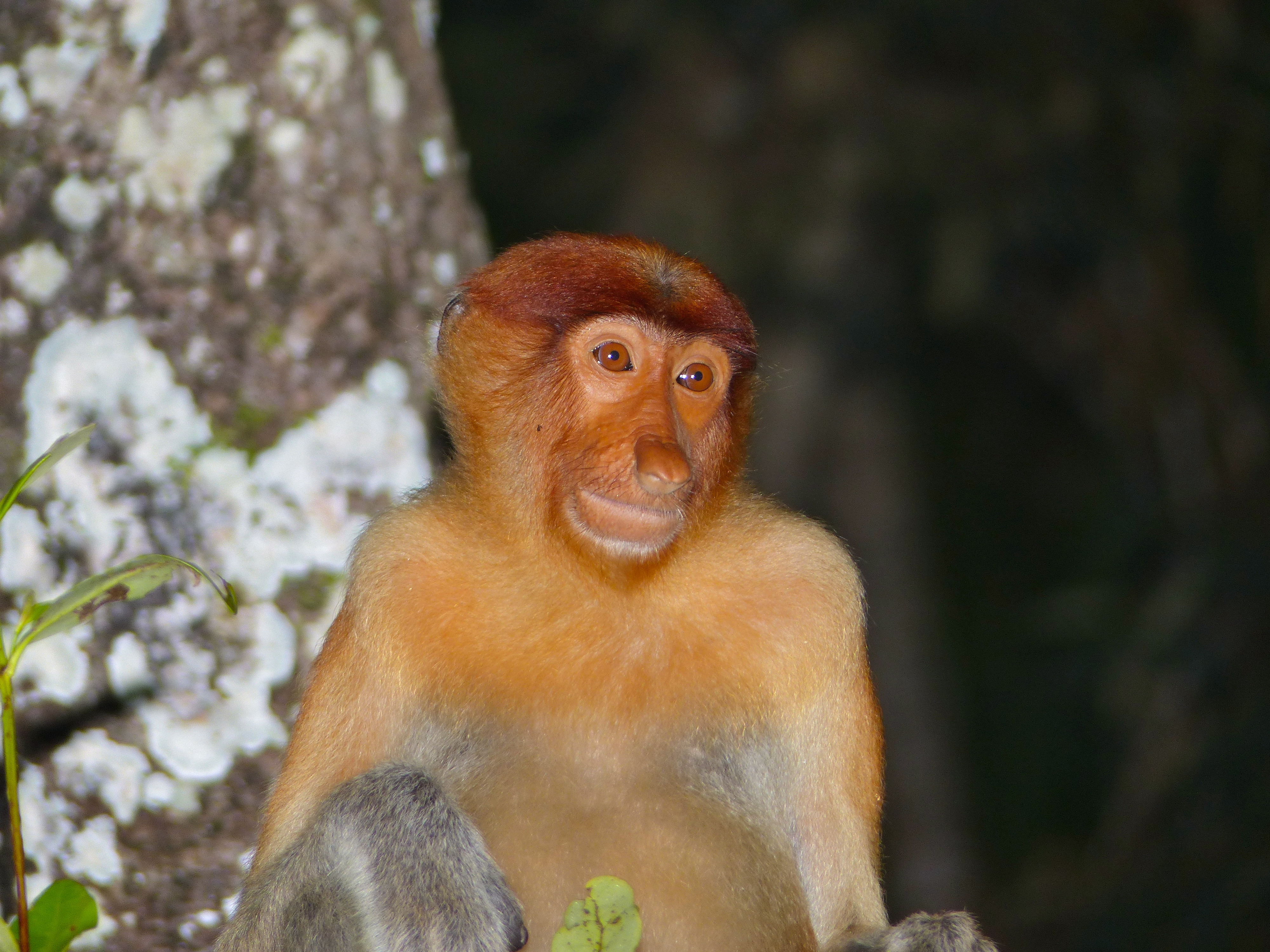
Jeune mâle

Description

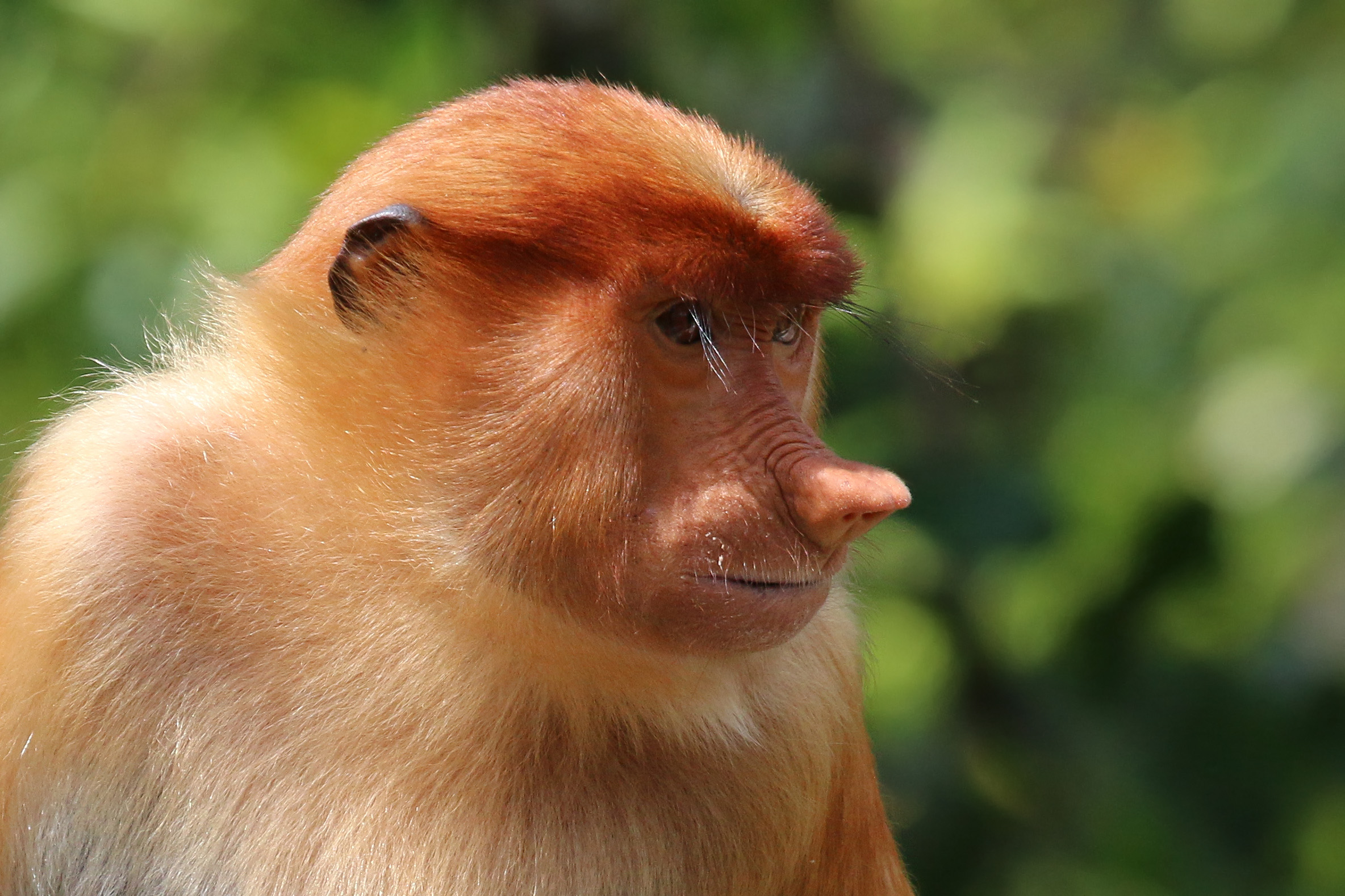
Nasique femelle

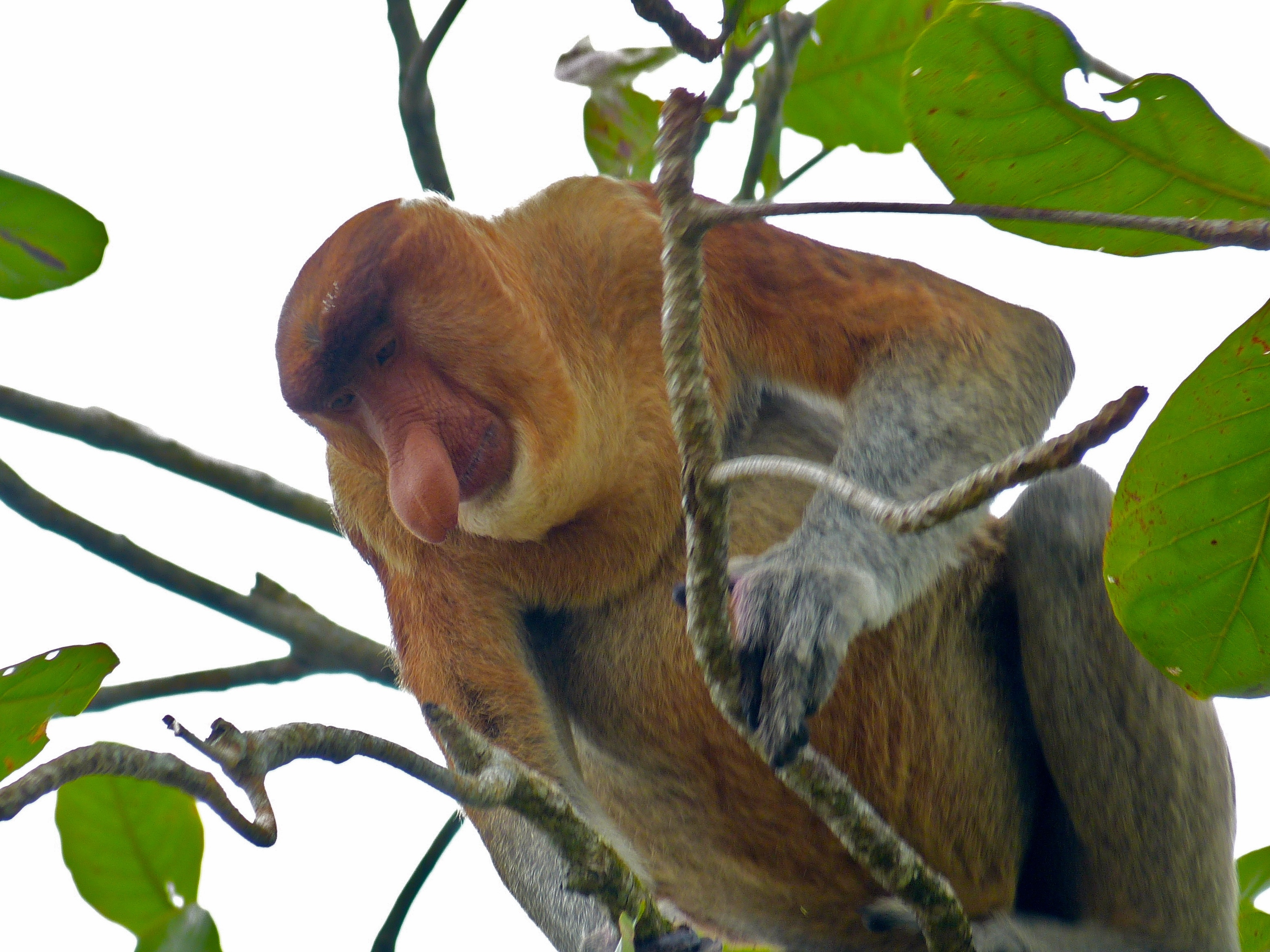
Mâle

Le nasique est ainsi appelé en raison de son appendice nasal mou et plat. Le mâle aussi bien que la femelle sont pourvus de cet organe qui, chez le premier, atteint des proportions telles qu’il peut descendre jusqu’au-dessous du menton. Et plus le museau est long, plus celui qui en est pourvu a de chances de séduire les femelles. Selon une étude publiée en 2018, la taille du nez serait corrélée à celle des testicules. Le nez de la femelle est beaucoup plus discret que celui du mâle. Quand le nasique est agité, son nez devient rouge à cause d'un afflux de sang. Mise à part l'utilisation de son nez comme outil de séduction, il lui sert aussi comme caisse de résonance amplifiant ses cris et ne cesse de croître tout au long de sa vie.
En moyenne le nasique mesure de 62 à 75 cm, a une queue de 60 cm et pèse de 10 à 20 kg.
Le nasique mâle mesure de 66 à 77 centimètres et peut peser de 16 à 24 kg. Sa queue mesure de 60 à 76 centimètres. Le nasique femelle est plus petit et mesure de 53 à 61 cm pour un poids de 7 à 11 kg et une queue de 55 à 70 centimètres[réf. nécessaire].
Les nasiques vivent en groupes variables, de dix à trente individus. L'espèce est hautement menacée en raison du défrichement de la forêt côtière qui constitue leur habitat. Ses effectifs sont estimés entre 1 000 et 3 000 individus sauvages en 2010.

## Écologie et comportement

### Alimentation
Le nasique est strictement végétarien, il s’alimente de feuilles, de fruits et de graines qui lui sont essentielles. Les feuilles qu'il préfère sont celles de pedada. Grâce à son estomac à plusieurs poches (comme les vaches et les langurs à queue de cochon (ou nasiques des îles Pagais)) et grâce à la virulence des bactéries de son intestin, ce singe se délecte de végétaux difficiles à digérer réputés non comestibles. À l'inverse, de simples fruits mûrs cueillis hors de son habitat peuvent lui être fatals.

### Locomotion

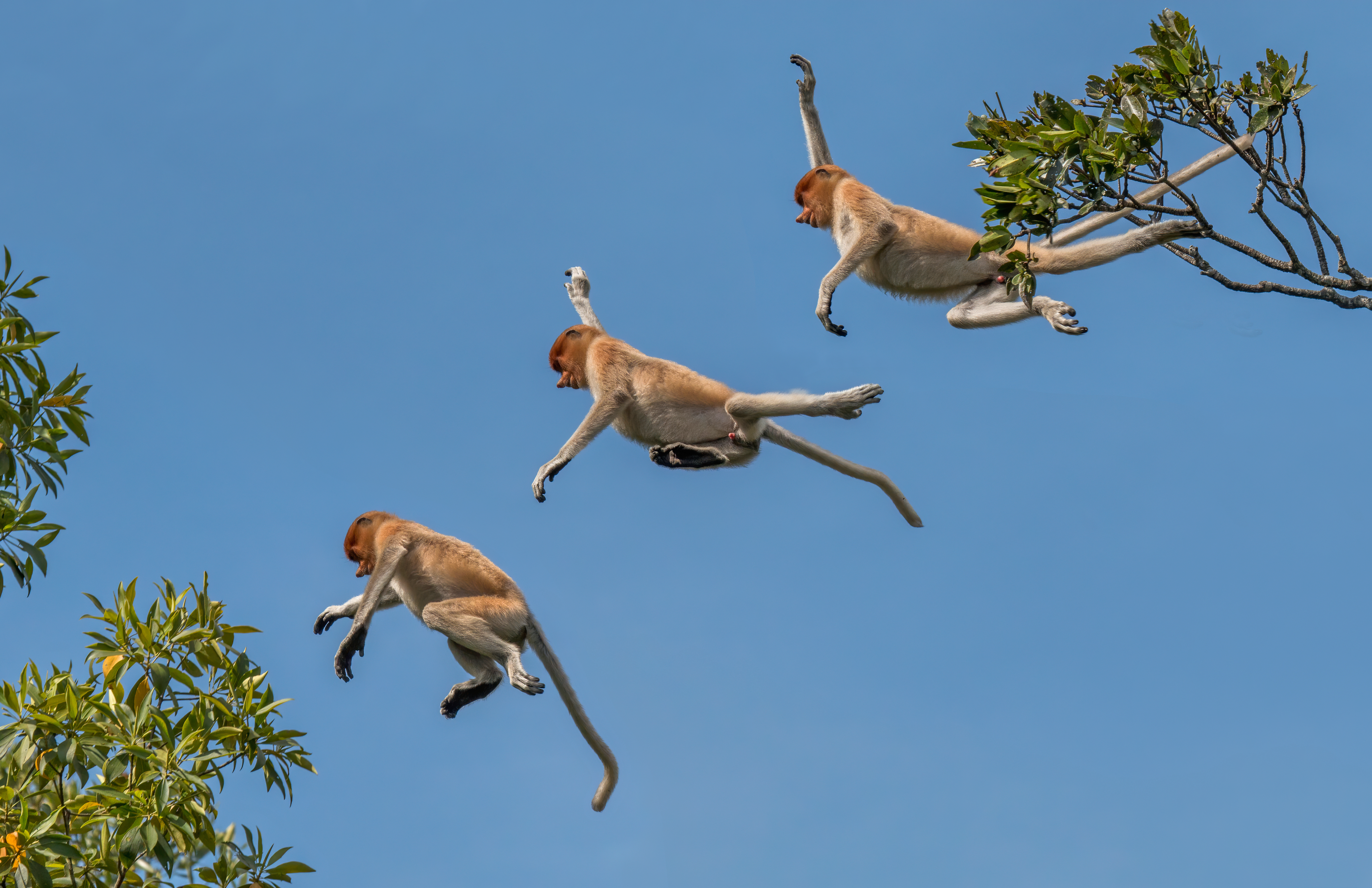
Image composite (assemblage de 3 clichés) d'un saut.

Les nasiques se déplacent à quatre pattes, ils sautent d'arbre en arbre et nagent à la manière des chiens. L'animal est un excellent grimpeur et un plongeur audacieux qui peut se jeter à l’eau depuis une hauteur de 15 mètres. Le nasique a un sens aigu du danger et se réfugie sous l'eau dès qu’il se sent menacé.
Le nasique est un des seuls mammifères, avec l'Homme, le Gibbon et le Grand Pangolin, à utiliser la station debout pour ses déplacements. De nombreux groupes ont été filmés marchant sur leurs pattes arrière en file indienne longeant des sentiers forestiers, les femelles transportant leurs petits sur leurs hanches. Avec ses pattes en partie palmées, le nasique est un nageur hors pair. Il nage d'île en île et certains ont même été pris dans un filet de bateau de pêche à plus d'1,5 kilomètre de la côte.[réf. nécessaire]

### Reproduction

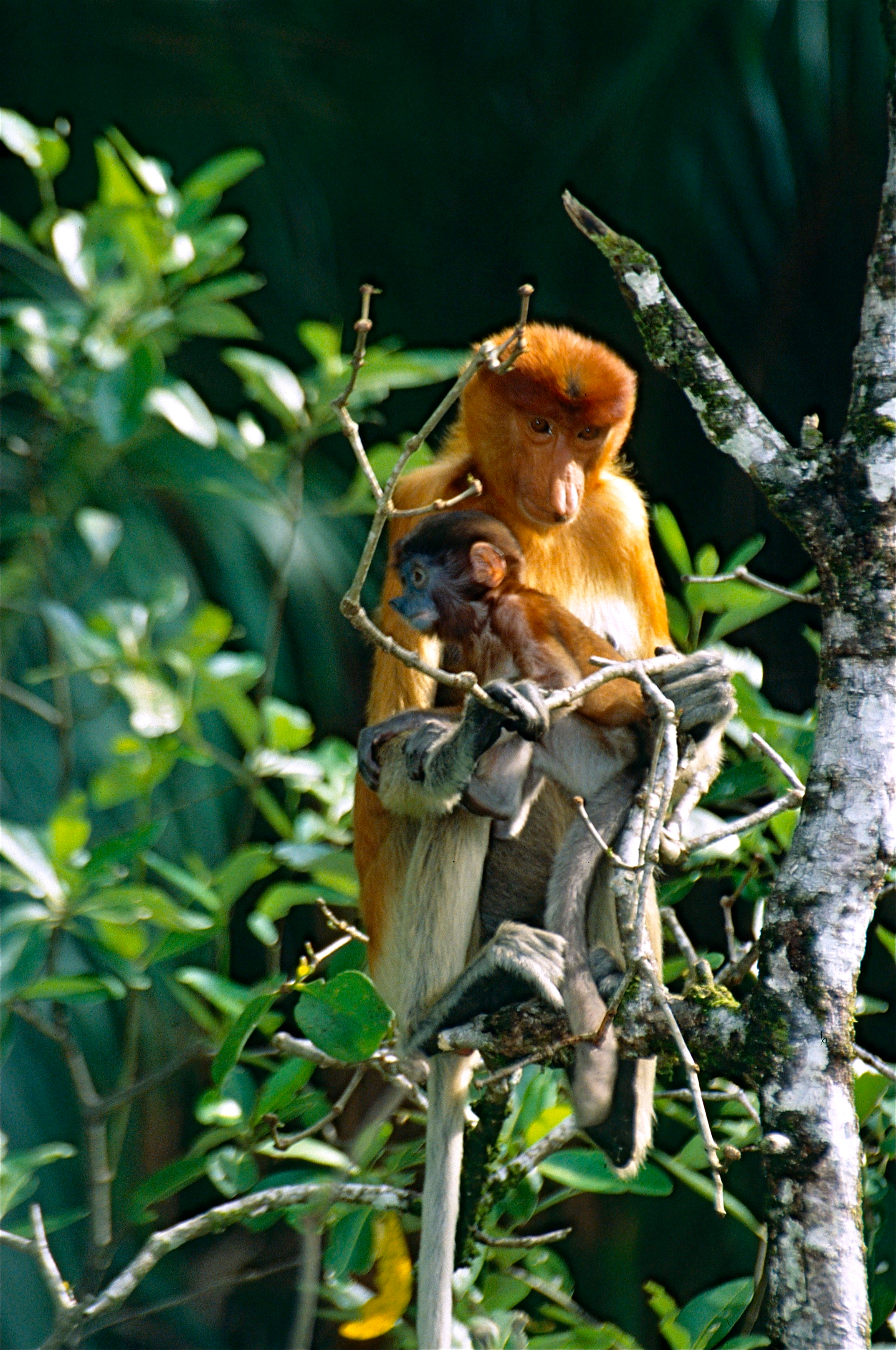
Femelle avec son petit

Le mâle vit avec un harem de 6 à 10 femelles et leurs petits. Il défend son groupe en grondant, en montrant les dents et en agitant son pénis en érection.
Les femelles ne peuvent avoir qu'un seul bébé à la fois et leur gestation dure environ 166 jours. La mère s'occupe de son petit jusqu'à sa maturité. Le petit s'agrippe à la fourrure de sa mère pour la première étape de sa vie.

## Distribution et habitat

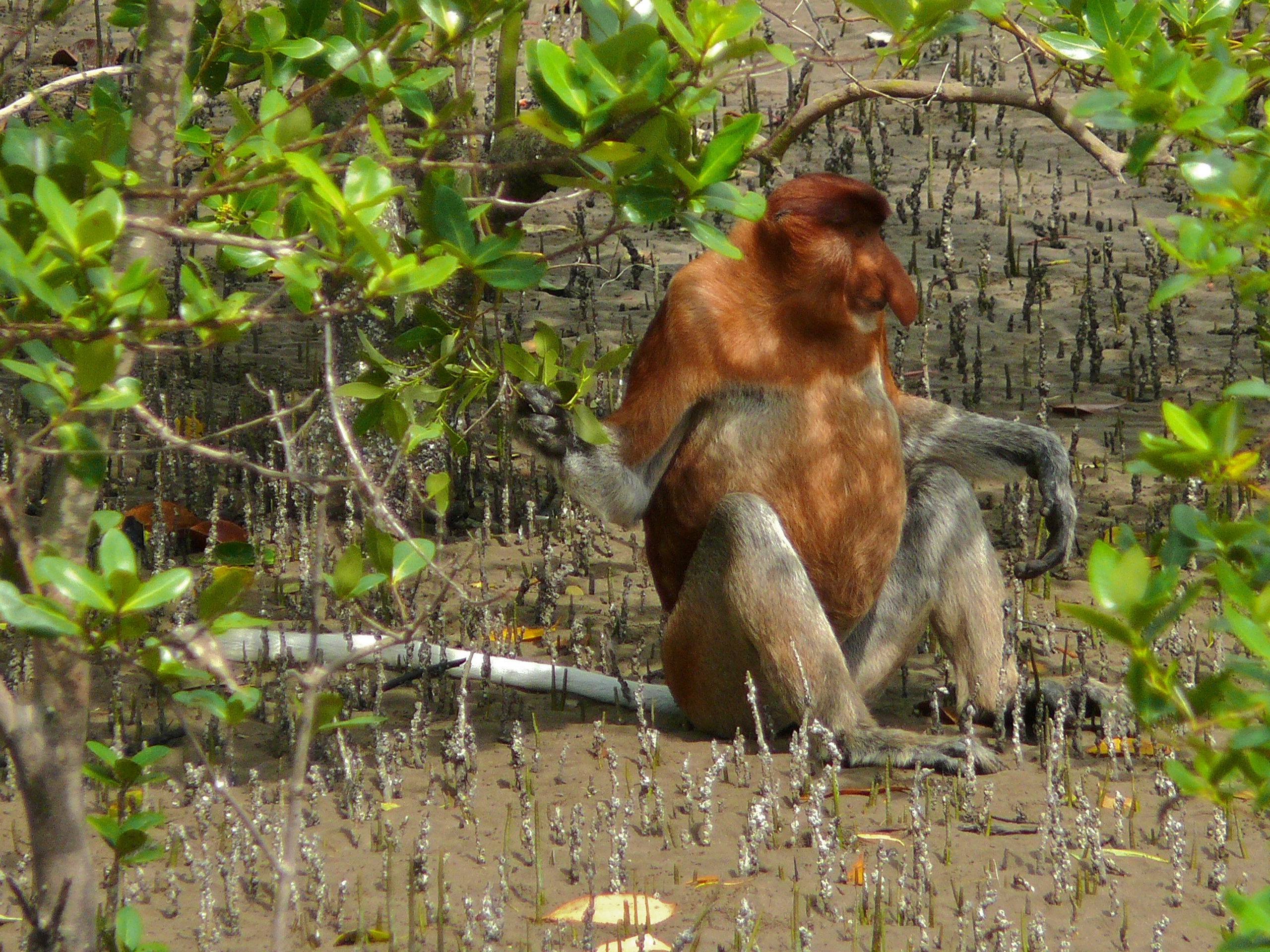
Nasique ♂ dans la mangrove (Parc national de Bako, Malaisie)

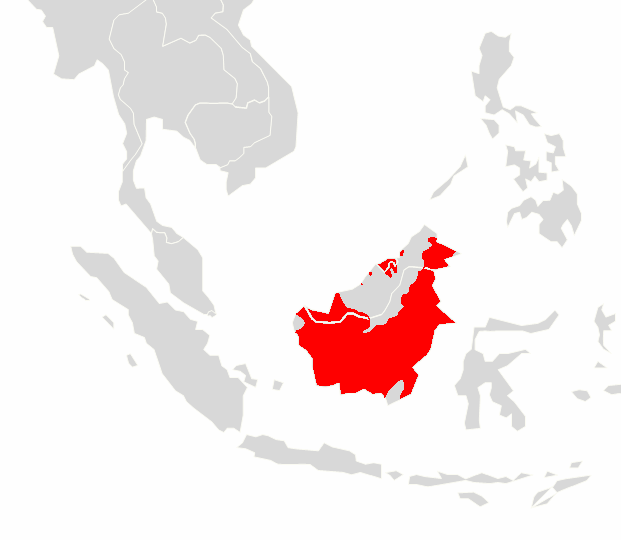
Répartition géographique

Le nasique est présent en Asie, sur l'île de Bornéo. Il se trouve dans les forêts à feuilles caduques tropicales, et plus précisément dans les forêts de mangroves près des eaux douces et dans les forêts tropicales humides de plaines.

## Taxinomie et classification
La classification scientifique des Primates étant encore en évolution, le genre comprend une ou deux espèces selon les auteurs : si Groves (1970), Szalay et Delson (1979) et Delson (1975) considèrent que Simias n'est qu'un sous-genre de Nasalis, plus tard Krumbiegel (1978) et Napier (1985) le rétablissent comme étant un genre à part entière.

## Menaces et conservation
Son statut de protection est En Danger selon l’UICN et il est classé en Annexe I de la Cites. L'espèce est très menacée tant par la chasse que par la destruction de son habitat, notamment des mangroves. La population des nasiques était estimée à moins de 7 000 individus en 2007.
En juillet 2007, une campagne de repeuplement a été lancée sur l'île de Bornéo, dans l'État du Sabah et devrait s'étendre à celui du Sarawak. « Élargir les mangroves et recréer des corridors ne pourrait qu'être bénéfique pour les nasiques » explique William Beavitt, chercheur à l'université du Sarawak.

## Aspects culturels

### Bande dessinée
Le nasique a inspiré au dessinateur Hergé, dans Vol 714 pour Sydney, six vignettes d'intermède humoristique, prenant prétexte d'une supposée ressemblance entre l'animal et le « méchant de l'histoire », Rastapopoulos. Peu après avoir délivré celui-ci, retenu prisonnier par Tintin et le capitaine Haddock, son lieutenant Allan, lui retire ses liens et le sparadrap qui le bâillonnait. Puis, les deux hommes attendent des renforts quand ils entendent un bruit et aperçoivent un nasique qui s'enfuit dans la clairière, effrayé par ces intrus. Amusé, Allan s'exclame « Quel pif ! Non mais quel pif ! Vous avez vu ce pif, patron ? Il me rappelle vaguement quelqu'un, mais qui ? » mais s'aperçoit, un peu tard, que le « pif » du nasique lui rappelle celui de Rastapopoulos, lequel, déjà très énervé par ses précédentes mésaventures, fusille du regard son lieutenant.